# 964 Subamara
964 Subamara este un asteroid din centura principală, descoperit pe 27 octombrie 1921, de Johann Palisa.